# Taylor Moore
Taylor David Moore (* 12. Mai 1997 in Walthamstow, London) ist ein englischer Fußballspieler.

## Karriere

### Verein
Taylor Moore wurde in Walthamstow, einem Stadtbezirk im Osten von London geboren. Mit dem Fußballspielen begann er als Kind in London bei Debden Sports und West Ham United. Als Siebenjähriger zog er mit seiner Familie, darunter drei Brüdern nach Frankreich. Nach seiner Ankunft trat er dem Amateurverein AS Etaples aus der gleichnamigen Hafenstadt im Nordosten des Landes bei. Im Alter von 12 Jahren wechselte Moore in die Jugendakademie des RC Lens.

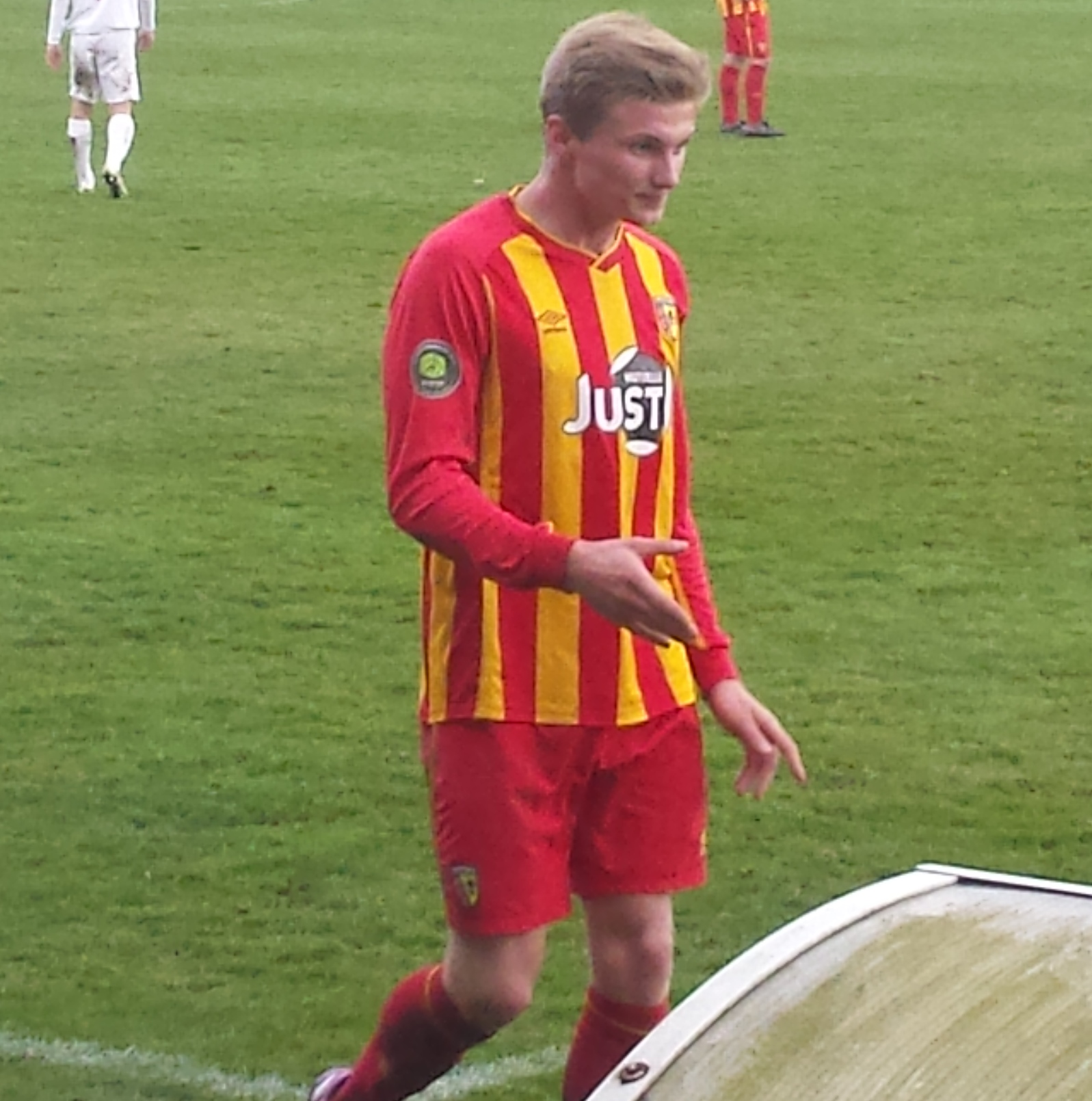
Moore im Trikot von Lens (2015)

Nachdem er die Akademie des Vereins durchlaufen hatte, spielte er ab August 2014 für die zweite Mannschaft in der National 2, der vierthöchsten Spielklasse. Moore unterzeichnete am 8. Dezember 2014 seinen ersten Profivertrag in Lens. Unter Antoine Kombouaré gab Moore am 3. Mai 2015 sein Debüt in der ersten Mannschaft für Lens in der Ligue 1. Er startete in einem Auswärts-Derbyspiel gegen OSC Lille, bei dem ihm eine Torvorlage bei einer 1:3-Niederlage gelang. Moore kam bis zum Ende der Saison 2014/15 die mit dem Abstieg endete insgesamt viermal zum Einsatz. In der folgenden Saison 2015/16 absolvierte Moore fünf Spiele für den Verein in der Ligue 2 und 17 für die zweite Mannschaft.
Im August 2016 unterzeichnete Moore einen Vertrag beim englischen Zweitligisten Bristol City, nachdem zuvor eine Ablösesumme in Millionenhöhe gezahlt worden war. Er gab sein Debüt im EFL Cup gegen den FC Fulham, das Bristol City mit 2:1 gewann. Bis Ende Dezember kam Moore auf fünf Ligaspiele. Ab Januar 2017 wurde der Abwehrspieler an den englischen Drittligisten FC Bury verliehen. Dem Verein verhalf er in 19 Spielen der Rückserie 2016/17 zum Klassenerhalt mit einem Punkt Vorsprung auf Port Vale. Die gesamte Spielzeit 2017/18 verbrachte Moore als Leihspieler beim Viertligisten Cheltenham Town. Auch die folgende Saison wurde er verliehen. Mit Southend United, wo er den abgewanderten Anton Ferdinand in der Innenverteidigung ersetzten sollte, spielte Moore wieder eine Liga höher. Während dieser Leihphase erzielte Moore erstmals ein Tor in seiner Profikarriere, als er am 1. Januar 2019 gegen den FC Gillingham zum 2:0-Endstand traf. Nach seiner Rückkehr nach Bristol unterschrieb er einen neuen Vertrag und kam ab der Zweitligasaison 2019/20 zu seinen ersten Einsätzen seit vier Jahren. In 21 Partien schoss er ein Tor bei einem 3:3 gegen Preston North End. Im Februar 2020 wurde er für die restliche Spielzeit an den FC Blackpool verliehen. Nach seiner erneuten Rückkehr und weiteren Einsätzen für Bristol erhielt er im Oktober eine weitere Vertragsverlängerung bis 2023 und weiteres Jahr per Option. Im August 2021 wurde Moore an den schottischen Erstligisten Heart of Midlothian verliehen.

### Nationalmannschaft
Taylor Moore vertrat England zwischen 2014 und 2016 in der U17-, U18-, U19- und U20-Nationalmannschaft. Mit der U17 gewann Moore 2014 die Europameisterschaft auf Malta. Dabei wurde er von Trainer John Peacock in jedem Turnierspiel eingesetzt. Im selben Jahr debütierte er in der U18. Im sechsten und letzten Spiel für diese Altersklasse gelang ihm gegen die Schweiz ein Tor. Ab 2015 wurde Moore in der U19-Auswahlmannschaft eingesetzt. Er absolvierte elf Länderspiele, von denen er die „Three Lions“ siebenmal als Mannschaftskapitän führte. Im Jahr 2016 kamen noch sechs Spiele in der U20 hinzu. In einem Testspiel gegen Nigeria fungierte er einmal als Teamkapitän und erzielte im selbigen sein einziges Tor in der U20.